# Assedio di Eindhoven (1583)
L'assedio di Eindhoven del 1583 (detto anche presa di Eindhoven) fu un assedio combattuto nell'ambito della guerra degli ottant'anni che perdurò 7 febbraio al 23 aprile 1583 presso la città di Eindhoven (attuali Paesi Bassi). Il 7 febbraio 1583 una forza spagnola inviata da Alessandro Farnese, governatore generale dei Paesi Bassi spagnoli e comandata sul campo dai generali Karl von Mansfeld e Claude de Berlaymont, pose assedio alla città di Eindhoven, un'importante città strategica del Brabante che si trovava nelle mani dei un esercito composto da soldati olandesi, scozzesi e francesi comandati da Hendrik van Bonnivet. Dopo tre mesi di assedio ed il fallito tentativo da parte degli Stati Generali di dare assistenza alle forze di Bonnivet, i difensori si arresero agli spagnoli il 23 aprile.
Con la cattura di Eindhoven, le forze spagnole fecero progressi nella regione, ed ottennero il giuramento di fedeltà dalla maggior parte delle città del Brabante settentrionale. La vittoria degli spagnoli, inoltre, incrementò la crisi già presente tra Francesco Ercole di Valois, duca d'Angiò, e gli Stati Generali, malgrado gli sforzi di Guglielmo d'Orange di preservare la fragile alleanza tra l'Angiò ed il governo rivoluzionario olandese col Trattato di Plessis-les-Tours.

## Antefatto
Il 29 settembre 1580 Francesco Ercole di Valois, duca d'Angiò (fratello minore di re Enrico III di Francia), sostenuto da Guglielmo d'Orange, siglò il Trattato di Plessis-les-Tours con gli Stati Generali dei Paesi Bassi. Sulla base dei termini di questo trattato, il duca d'Angiò avrebbe assunto il titolo di "protettore della libertà dei Paesi Bassi" e sarebbe dovuto diventare sovrano delle Province Unite. Il 10 febbraio 1582, dopo un vano corteggiamento della regina Elisabetta I in Inghilterra, il duca d'Angiò giunse nei Paesi Bassi dove ufficialmente accolto da Guglielmo d'Orange a Flessinga. Malgrado la sua cerimoniosa installazione come duca di Brabante e conte delle Fiandre, l'Angiò non era popolare tra i fiamminghi e tra i protestanti olandesi, i quali continuavano a vedere i cattolici come loro nemici; le province di Zelanda e Olanda si rifiutarono di riconoscerlo quale loro sovrano e Guglielmo d'Orange, figura centrale della politica dell'epoca che aveva lavorato per appiattire le ostilità religiose nell'area, venne criticato a sua volta e definito come francofilo.

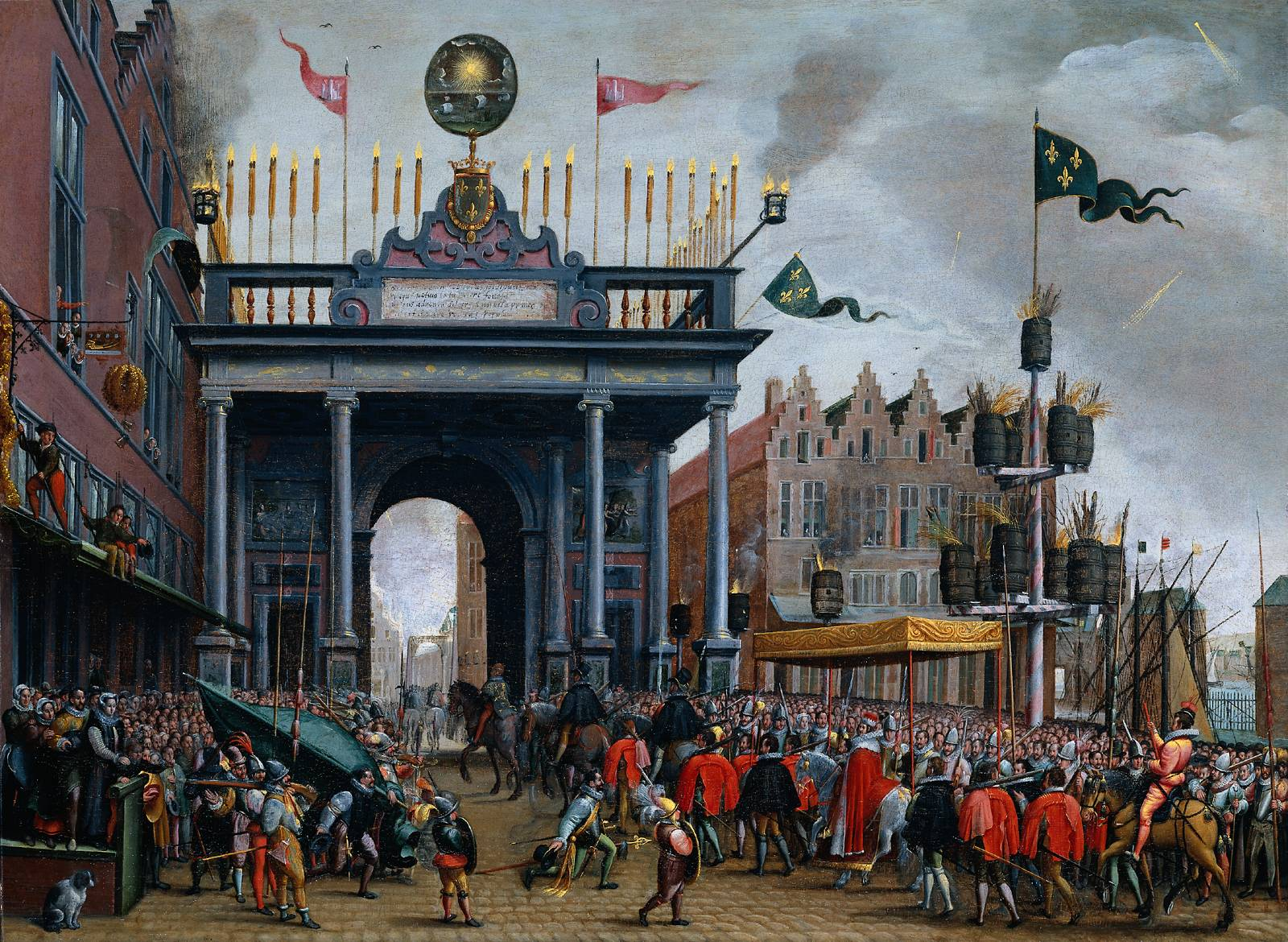
La gioiosa entrata del duca d'Angi ad Anversa il 19 febbraio 1582, un anno prima del suo tentativo di prendere la città con la forza. Dipinto conservato al Rijksmuseum di Amsterdam.

Quando l'esercito del duca d'Angiò, composto da 12 000 fanti e da 5000 cavalieri giunse alla fine del 1582, il piano di Guglielmo sembrava ormai compiuto dal momento che anche Alessandro Farnese temeva che una forte alleanza tra olandesi e francesi avrebbe potuto rappresentare una seria minaccia al possesso dei Paesi Bassi da parte degli spagnoli; malgrado ciò il duca d'Angiò aveva ben poca influenza nei Paesi Bassi ed egli stesso era desideroso di maggior potere e libertà d'azione. Il 17 gennaio 1583 le forze francesi guidate da Francesco Ercole d'Angiò tentarono di conquistare la città di Anversa di sorpresa, ma sfortunatamente per il duca i suoi piani vennero scoperti. Gli abitanti, ancora traumatizzati dal sacco subito dagli spagnoli sette anni prima, erano determinati ad impedire una nuova occupazione da parte di truppe straniere con ogni mezzo. Il duca d'Angiò venne sconfitto pesantemente dalla popolazione di Anversa, perdendo almeno 2000 uomini. Ad ogni modo, nel contempo, il resto delle forze francesi riuscì a prendere il controllo di un gran numero di altre città, tra cui Dunkerque e Dendermonde, e malgrado l'esplosione di una serie di rivolte anti-francesi, il principe d'Orange tentò di evitare una spaccatura diretta coi francesi.
Nel frattempo, il principe di Parma, governatore generale dei Paesi Bassi in nome di Filippo II di Spagna, al comando di un'armata di 60 000 uomini, divisi su quattro fronti, dopo la conquista di città come Maastricht, 's-Hertogenbosch, Courtrai, Breda, Tournai e Oudenaarde tra il 1579 ed il 1582, lentamente ma progressivamente andava conducendo una campagna militare vittoriosa in attesa di ciò che avrebbero compiuto i francesi.

## L'assedio

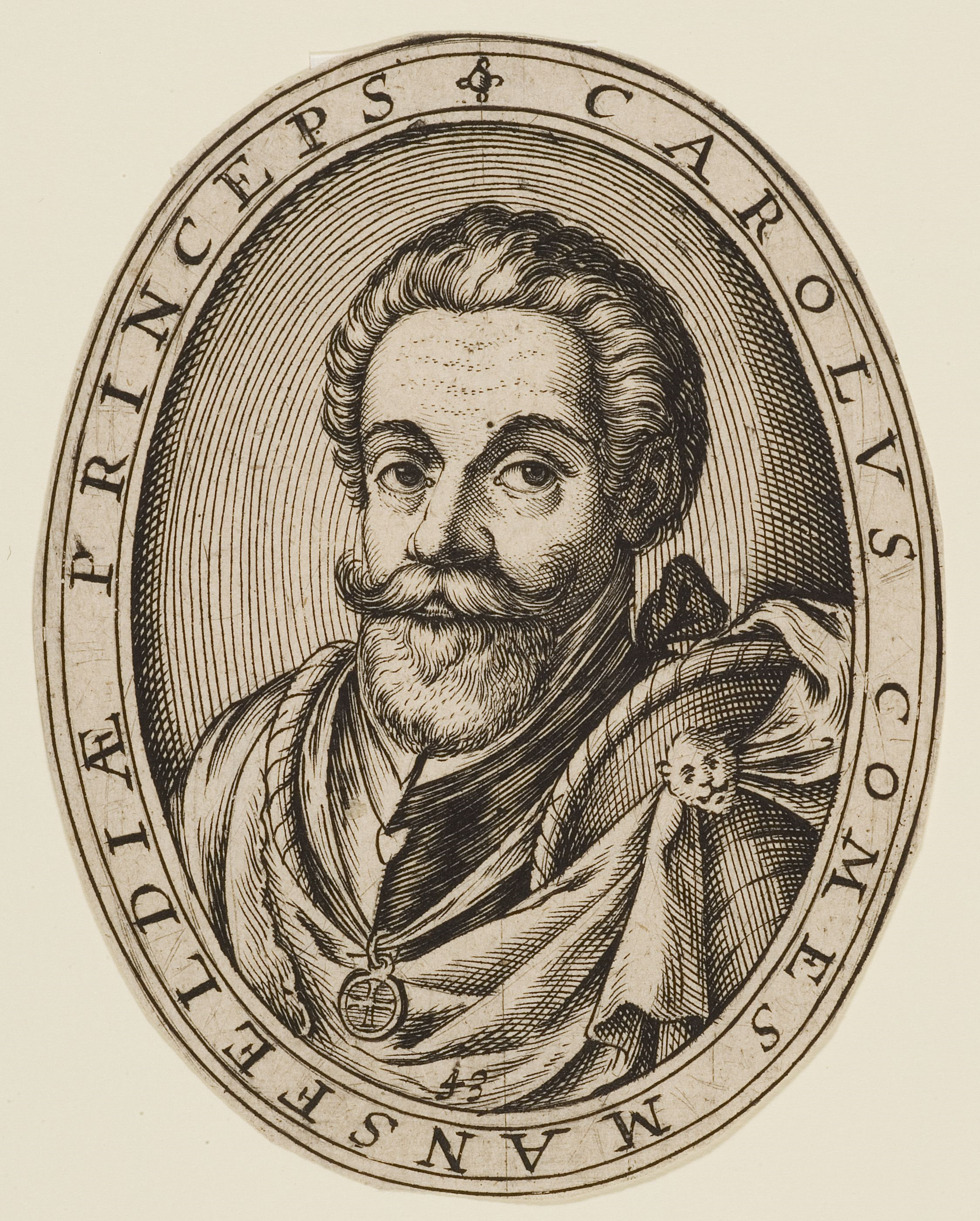
Ritratto di Karl von Mansfeld eseguito da Abraham Hogenberg.

Alla fine di gennaio, Alessandro Farnese, di stanza nella lealista 's-Hertogenbosch, dopo la tentata conquista del duca d'Angiò ad Anversa, decise di inviare delle forze consistenti guidate dai comandanti Karl von Mansfeld e Claude de Berlaymont ad assediare la vicina Eindhoven, un'importante città strategica nel Brabante settentrionale, dove si trovava un esercito composto da una forza di 800-1200 uomini di origine scozzese, francese e olandese agli ordini del comandante Hendrik van Bonnivet.
Il 7 febbraio le forze spagnole raggiunsero i cancelli di Eindhoven e posero assedio alla città fortificata. Gli Stati Generali chiesero al duca d'Angiò di assemblare la sua amrata e marciare verso Eindhoven per salvare la città dall'assedio. Nel frattempo, Filippo di Hohenlohe-Neuenstein dalla sua base a Geertruidenberg (nel 1589 la città tradì gli spagnoli e passò dalla parte degli olandesi), inviò quattro squadroni di cavalleria e cinque compagnie di fanteria per rinforzare le forze di Bonnivet. Il 18 marzo Francesco d'Angiò accettò i termini degli Stati Generali ed il principe d'Orange chiese infine al comandante francese Armand de Gontaut, barone di Biron, di guidare un esercito composto dalle truppe del duca d'Angiò e quelle olandesi per salvare la città di Eindhoven. Per quando Biron non fosse particolarmente incline ad accettare, lo statista francese Pomponne de Bellièvre lo persuase ad accettare l'incarico. Il principe Guglielmo d'Orange delineò quindi un piano per la campagna militare e pose Biron a capo delle forze alleate, composte da 2500 guardie svizzere, 2000 archibugieri francesi, 3500 fanti olandesi, scozzesi, francesi e inglesi, 1200 cavalieri e 3 cannoni. Nel contempo, alle truppe olandesi di stanza in Gheldria venne ordinato di avanzare verso Utrecht e poi verso Eindhoven, ma queste vennero ripetutamente respinte dalle forze spagnole nell'area. Le compagnie inglesi e scozzesi di base nelle Fiandre settentrionali ebbero pure l'ordine di avanzare verso Eindhoven, ma queste forze si rifiutarono di muoversi senza la loro paga.
Il 17 aprile, con il completamento di tutti i preparativi dell'esercito olandese di quello del duca d'Angiò, l'esercito comandato da Biron marciò verso la città da liberare, ma le forze di Bonnivet, dopo tre mesi di assedio, esauste e decimate, non potevano resistere all'intenso assedio spagnolo. Alla fine, il 23 aprile, la guarnigione locale olandese venne costretta ad arrendersi e gli spagnoli entrarono vittoriosi ad Eindhoven, prima ancora che le forze di Biron potessero attraversare lo Scheldt.

## Conseguenze

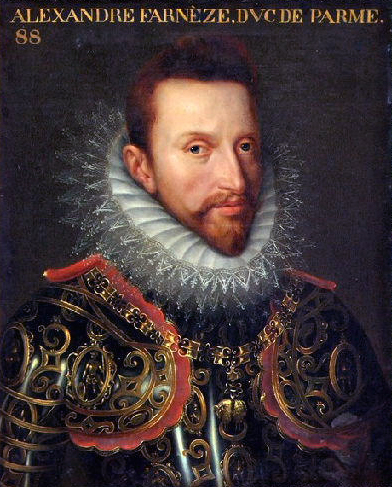
Il governatore generale Alessandro Farnese in un ritratto di Otto van Veen.

Con la conquista di Eindhoven, le forze del principe di Parma fecero enormi progressi nella regione ed ottennero il giuramento di fedeltà dalla maggior parte delle città del Brabante settentrionale. La vittoria spagnola inasprì ulteriormente la crisi tra il duca d'Angiò e gli Stati Generali olandesi. L'Angiò incolpava gli Stati Generali della caduta di Eindhoven, mentre gli Stati Generali si erano dichiarati ormai oberati dalle sue ambizioni, oltre che dall'inefficienza e dalla lentezza delle sue truppe. Ad ogni modo, il principe d'Orange, strenuo sostenitore dell'alleanza tra i due paesi, ripropose l'idea di come risultasse impossibile sconfiggere il principe Farnese senza l'assistenza dei francesi.
Biron spostò il suo esercito verso il nord di Roosendaal, tra Breda e Bergen op Zoom, dove intendeva porre assedio alla città di Wouw. Il 17 giugno, dopo la presa di Diest da parte degli spagnoli il 27 maggio, le sue forze vennero pesantemente sconfitte dall'esercito spagnolo guidato dal principe Farnese a Steenbergen. La chiara superiorità dell'Armata delle Fiandre spagnola, la mancanza di una paga adeguata e la differenza tra truppe francesi (perlopiù cattoliche) e olandesi (perlopiù protestanti), fece terminare l'alleanza con un centinaio di diserzioni tra le truppe di Biron. Nel frattempo, la posizione del duca d'Angiò divenne impossibile da mantenere con gli Stati Generali ed egli lasciò definitivamente i Paesi Bassi alla fine di giugno di quello stesso anno. La sua partenza portò discredito anche a Guglielmo d'Orange, suo principale sostenitore, che continuò comunque a supportare le sue scelte.
L'avanzata degli spagnoli continuò inesorabile e Dunquerque si propose come il nuovo obbiettivo del principe Farnese. Il 16 luglio iniziò un bombardamento nell'area e sul finire dell'estate la città venne catturata dalle forze spagnole, assieme a Nieuwpoort, malgrado gli sforzi ancora una volta compiuti dal principe d'Orange.